# Sedlo za Drienkom
Sedlo za Drienkom (1003 m n.p.m.) – niewybitna przełęcz w grupie górskiej Wielkiej Fatry w środkowej Słowacji.
Znajduje się w południowo-zachodniej, najbardziej skalistej części tej grupy górskiej, zwanej z tego względu Skalną Fatrą (słow. Bralná Fatra). Leży w grzbiecie górskim, który biegnie od szczytu Veľký Rakytov (1142 m n.p.m.) w kierunku północno-zachodnim, na Drienok (1268 m n.p.m.).
Zachodnie stoki przełęczy opadają do doliny Do Lúčok (górna odnoga doliny  Mača), a wschodnie do Doliny Rakytovskiej (górna część Doliny Blatnickiej). Obydwa stoki przełęczy są strome, porośnięte lasem i z tego powodu nie ma ona znaczenia komunikacyjnego.
Grzbietem przez przełęcz biegną niebieskie znaki szlaku turystycznego z Čremošnego na Drienok. Od zachodu wyprowadzają na przełęcz również znaki niebieskie, biegnące z Rakšy doliną Mača.